# دیوار مرزی یمن و عربستان

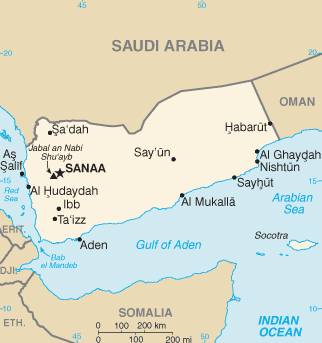
مرز عربستان و یمن

دیوار مرزی یمن و عربستان (به عربی: الجدار السعودی الیمنی) دیواری‌ست که از سوی عربستان سعودی در بخشی از مرز ۱۸۰۰ کیلومتری‌اش با یمن ساخته شده‌است.
این یک سازهٔ ساخته شده از لوله به بلندای سه متر (۱۰ فوت) است که با بتن پر شده‌است و به عنوان یک «مانع امنیتی در راستای بخش‌هایی از مرزهای کاملاً مشخص‌شده با یمن» عمل می‌کند و دارای تجهیزات تشخیص الکترونیکی است.
ساخت مانع در سپتامبر ۲۰۰۳ برای رویارویی با نفوذ تروریسم آغاز شد.
هنگامی‌که ساخت مانع ۷۵ کیلومتری (۴۷ مایل) از سوی سعودی ها آغاز شد ، دولت یمن به شدت مخالفت کرد و گفت که پیمان مرزیِ بسته شده در سال ۲۰۰۰ را نقض می‌کند.
بنابراین ، عربستان سعودی پذیرفت که در فوریه ۲۰۰۴ ساخت و ساز را متوقف کند. 
ولی این کشور دیوار مرزی را میان سال‌های ۲۰۰۹-۲۰۱۰ به فرجام رساند. همچنین به دنبال اثرات نا‌آرام‌کننده انقلاب ۲۰۱۱ یمن و در پی آن دست‌اندازی عربستان سعودی در جنگ شهروندی یمن، بر مرزها به گونه‌ای فزاینده دیدبانی می‌شود و گذرگاه‌ها کم شده‌است. 